# 比托拉

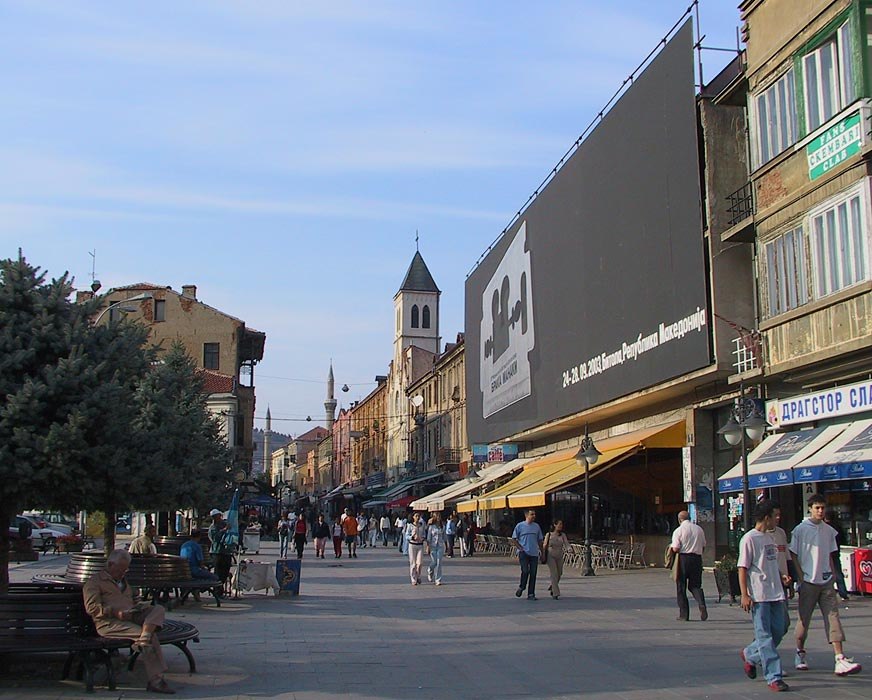
比托拉市內景色

比托拉（[ˈbitɔɫa] ⓘ）是北馬其頓共和國西南部比托拉市镇内的城市及行政中心。為該國的行政、文化、工業、商業及教育中心。